# Renesmee Cullen
Renesmee »Nessie« Carlie Cullen je knjižni lik iz serije Somrak. Je napol človek, napol vampir, hči Edwarda in Belle Cullen, rojena 10. septembra 2006, tri dni pred Bellinim devetnajstim rojstnim dnem.
Njeno ime je sestavljeno iz imen Belline mame (Renée) in Edwardove krušne mame (Esme) ter Edwardovega krušnega očeta (Carlisle) in Bellinega očeta (Charlie).

## Pojavi

### Jutranja zarja
Jutranja zarja se začne z Edwardovo in Bellino poroko. Medene tedne preživljata na Esminem otoku, otoku, ki ga je Carlisle podaril Esme za poročno darilo. Na njuno poročno noč se prvič ljubita in zjutraj je Bella polna modric, Edward pa je ves obupan. Obljubi ji, da se dokler je človek, ne bosta več ljubila, vendar obljubo prelomi. Bella na medenih tednih zanosi.
Edward in Bella se odpeljeta nazaj v Forks in Edward jo skuša prepričati v splav, vendar Bella ni za. Kmalu tudi Edward vzljubi otročička.
Bella ob porodu skoraj umre, vendar jo Edward še pravi čas spremeni v vampirko. Rodi deklico, Renesmee Carlie Cullen. Nekaj časa se Bella ne sme približati Renesmee, saj bi jo lahko ogrožala (Renesmee je napol vampir, napol človek). Ko pa jo vidi, ugotovi, da je Jacob z Renesmee doživel vtisnjenje - postopek, pri katerem volkodlaki najdejo dušo dvojčico. Vsa besna se komaj premaguje, da ne bi skočila na Jacoba, končno pa ji prekipi, ko Jacob pove, da je Renesmee nadel vzdevek »Nessie« »po pošasti z Ness Locha«. 
Vampirka Irina napačno obvesti Volturijeve, da je Renesmee nesmrten otrok (to so vampirji, ki so jih kot otroke spremenili in se nikoli ne postarajo, torej nikoli ne odrastejo ter se ne znajo obvladovati: ko je razsajala kuga je veliko vampirjev majhne dojenčke spremenilo v vampirje, vendar so to prepovedali). Ko Volturijevi prispejo v Forks, da bi uničili tako Renesmee, kot Cullenove in Bello, pa jim Cullenovi in njihovi prijatelji dokažejo, da Renesmee ni nesmrten otrok. Volturijevi odidejo in Edward in Bella lahko končno zaživita skupaj z Renesmee.